# نورهان المهدي
نورهان المهدي (1994 -) هي فنانة تشكيلة مصرية، حاصلة علي العديد من الجوائز المحلية والعالمية مثل جائزة ليوناردو دافنشي الدولية 2022م، شاركت بأعمالها الفنية في العديد من المعارض والمشاريع والأعمال الخيرية.

## سيرة[2][3][4]
تخرجت نورهان المهدي من كلية الفنون الجميلة جامعة الإسكندرية عام 2016م، نظرًا لتفوقها العلمي كُلفت معيدةً بقسم التصوير بذات الكلية، حصلت علي الماجستير في الفنون الجميلة من جامعة الإسكندرية وكان عنوان رسالتها " الكياروسكورو في أعمال كارافيجو وأثره علي الفن المعاصر"، كُرمت وهي صغيرة بجائزة المركز الأول في مسابقة الكاريكاتير علي مستوي محافظة الدقهلية، حاصلة علي ثلاث جوائز دولية في الرسم جائزة ليوناردو دافنشي في الرسم من دولة إيطاليا عن عمل فني بعنوان "فعل آدام"، جائزة باريس الدولية[من؟] عندما مثلت مصر في معرض بمتحف اللوفر بباريس - أكتوبر 2022م، عن عملها الفني المعنون بـ " همس الشيطان"، وجائزة برشلونة الدولية[من؟] نوفمبر 2022م عن مشاركتها في بينالي برشلونة الدولي الرابع بإسبانيا بعملها الفني " اعتراض ملاك". كرمت من قبل جامعة الأسكندرية.
المهدي لها أسلوب خاص في التصوير يعتمد علي أسلوب الكيارسكورو Chiaaroscuro الضوئي الإيطالي، حيث تأثرت كثيراً بالفنان الإيطالي كارافيجو وتكنيكاته اللونية المفغمة بتأثيراتها البصرية المدهشة، نشرت أعمالها الفنية الفائزة في مجلة الفن الدولي المعاصر[من؟] باعتبارها أهم الأعمال الفنية المؤثرة علي مدار عام 2022م كما عرضت لوحاتها ضمن نخبة من الفنانين العالميين في قصر جوميس.